# Yeatmanita
La yeatmanita és un mineral de la classe dels silicats. Va rebre el seu nom l'any 1937 per Charles Palache, Lawson Henry Bauer i Harry Berman en honor de Pope Yeatman (1861-1953), enginyer de mines de la localitat on va ser descoberta.

## Característiques
La yeatmanita és un silicat de fórmula química Zn₆Mn92+Sb₂5+(SiO₄)₄O₁₂. Cristal·litza en el sistema triclínic. Es troba en forma de cristalls euèdrics, normalment en forma d'escates i rarament pseudohexagonal per macles. La seva duresa a l'escala de Mohs és 4.
Segons la classificació de Nickel-Strunz, la yeatmanita pertany a «9.AE: Estructures de nesosilicats (tetraedres aïllats), amb anions addicionals (O,OH,F,H₂O); cations en coordinació tetraèdrica [4]» juntament amb els següents minerals: beril·lita, euclasa, sverigeïta, hodgkinsonita, gerstmannita, clinoedrita, stringhamita, katoptrita i esferobertrandita.

## Formació i jaciments
Va ser descoberta a la mina Franklin, a Franklin, al comtat de Sussex (Nova Jersey, Estats Units). També ha estat trobada a les mines Sterling (Ogdensburg, Nova Jersey) i Garpenberg Norra (Hedemora, Suècia). Sol trobar-se associada a altres minerals com: sarkinita, wil·lemita, calcita, diòpsid, andradita i romeïta.